# Isobutanol
Isobutanol eller Isobutylalkohol är en primär alkohol med formeln C4H9OH.

## Framställning
Isobutanol kan framställas genom oxo-syntes där propylen får reagera med kolmonoxid och vätgas.
{\displaystyle {\rm {C_{3}H_{6}+CO+2\ H_{2}\rightarrow C_{4}H_{9}OH}}}

## Användning
Estern av isobutanol och ättiksyra kallas isobutylacetat och är ett vanligt lösningsmedel och smakämne. Många andra estrar av isobutanol tillverkas också för olika ändamål.
Även isobutanol används som lösningsmedel i till exempel bläck, färgborttagningsmedel och polermedel. Karburatorsprit som används för att motverka is i förgasare innehåller mestadels isobutanol.